# Complexe commémoratif Abu Hafs Kabir Bukhari
 (février 2024).
Le complexe commémoratif Abu Hafs Kabir Bukhari est un monument architectural situé à Boukhara. Le complexe se compose du mausolée d'Abu Hafs Kabir Bukhari, du cimetière de Hazrat Imam, d'une mosquée, d'un minaret, d'une piscine et d'un sanctuaire. Le mausolée est inclus dans la liste nationale des biens immobiliers représentant le patrimoine matériel et culturel de l'Ouzbékistan.

## Histoire
Le mausolée et le complexe commémoratif ont été construits en 2009-2010. Le complexe Abu Hafs Kabir Bukhari a été reconstruit en 2009-2010. Le mausolée construit pour Abu Hafs Kabir Bukhari au 9e siècle a été démoli pendant le régime soviétique. Au début du XXe siècle, il y avait la tombe d'Abu Hafs Kabir et trois autres tombes du côté nord du cimetière de Hazrat Imam. Dans ce cimetière, il y avait une inscription dans le livre «Enseignant des savants en Movarounnahr».
Le complexe architectural comprenait une grande piscine, un minaret, un palais et un mausolée. La mosquée du complexe a été construite au XVIe siècle, et la sourate «Ikhlas» du Coran est écrite en lettres blanches sur un fond bleu sur le mihrab du mur de la qibla. Au cours des années de l'indépendance de l'Ouzbékistan, le complexe a été embelli et un monument a été érigé autour du mausolée à l'initiative du gouverneur de la région de Boukhara, Samoyiddin Husenov. Une porte ornée de murs avec des motifs en dôme a été construite dans le complexe architectural. Il y a quatre pierres tombales décorées d'inscriptions à l'intérieur du mausolée du complexe. L'architecte du mausolée était Mahmud Akhmedov, et les pierres tombales du mausolée sont en marbre. Des pierres tombales ont été découvertes dans la tombe de Hazrat Imam lors de travaux archéologiques et ont été étudiées. Ces pierres tombales appartiennent aux VIIIe – Xe siècles et sont écrites en écriture scripte.

## Sources
- Ражабов Қ, Иноятов С., Бухоро тарихи, Tошкент, Тафаккур нашриёти,‎ 2016, 460 p. (ISBN 978-9943-24-119-0)
- Абдухолиқов Ф, Ртвиладзе Э, Раззоқов А, Раҳимов К, Ҳакимов А, Абдуҳалимов Б, Мансуров А, Маннонов А et Муҳамедов Н, Ўзбекистон обидаларидаги битиклар: Бухоро, Тошкент, Uzbekistan Today,‎ 2016, 560 p. (ISBN 978-9943-4510-5-6)